# Deense Successieoorlog (1523-1524)
De Deense Successieoorlog van 1523 tot 1524 was een korte oorlog om het Deense koningschap. Tijdens de oorlog streden de aanhangers van koning Christiaan II tegen de troepen van hertog Frederik van Sleeswijk-Holstein. Frederik werd gesteund door de Hanzestad Lübeck en het grootste gedeelte van de Deense adel. Zweden was indirect bij de oorlog betrokken omdat hier tegelijkertijd een opstand tegen Christiaan II werd uitgevochten.
De oorlog begon op 20 januari 1523 als een opstand van de edelen in Jutland tegen de heerschappij van Christiaan II. De opstandige edelen boden de troon aan aan hertog Frederik van Sleeswijk-Holstein, die in januari 1524 heel Denemarken onder controle kreeg en zichzelf tot koning Frederik I liet kronen.

## Voorgeschiedenis

### De positie van Denemarken
Denemarken was aan het begin van de 16e eeuw de leidende macht in het Oostzeegebied. Door het bezit van Skåneland beheerste Denemarken beide zijden van de Sont, de zeestraat die de Oostzee met de Noordzee verbindt. Hiermee had Denemarken aanzienlijke invloed op de handel tussen de Oostzee en de rest van Europa. Vooral voor het Nederlandse gewest Holland en de Hanzesteden, onder leiding van Lübeck, was deze handel van levensbelang.
Tegelijkertijd waren de andere twee Noordse koninkrijken, Zweden en Noorwegen, sinds de late Middeleeuwen verbonden met Denemarken via de Unie van Kalmar. Vooral in Zweden bestond er veel weerstand tegen de Deense overheersing. Tussen 1501 en 1520 kozen de Zweden regenten die het koninkrijk onafhankelijk van de Deense koning regeerden. De Deense koningen regeerden daarnaast nog over de Hertogdommen Sleeswijk en Holstein in het zuiden van Jutland.
In Denemarken zelf deelde de koning zijn macht met de aristocratische Rijksraad. De Rijksraad telde rond de twaalf tot twintig leden en bestond uit de belangrijkste edelen en de bisschoppen van het land. De koning was verantwoordelijk voor het benoemen van raadsleden, terwijl de raad het recht had om een nieuwe koning te kiezen. De precieze machtsverdeling tussen de koning en de raad werd bepaald in een door de Rijksraad opgestelde "kroningsoorkonde". Pas als de gekozen koning de oorkonde had getekend kon hij daadwerkelijk gekroond worden.

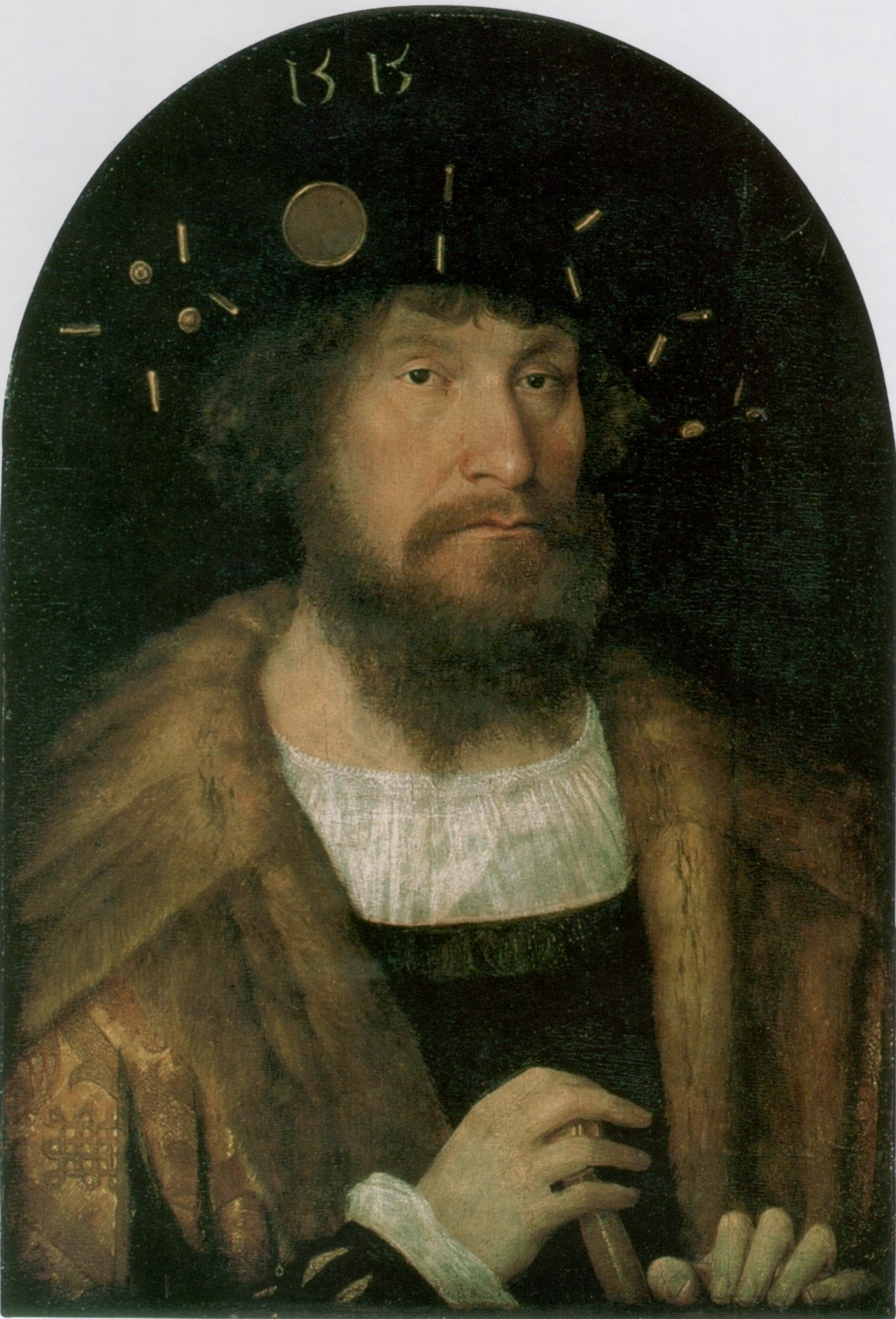
Portret van Christiaan II door Michel Sittow, geschilderd in 1514.

### De vroege regering van Christiaan II
In 1513 stierf koning Johan van Denemarken. Hij werd opgevolgd door zijn zoon Christiaan II, die echter niet overal geaccepteerd werd. De Deense Rijksraad stelde een zeer strenge kroningsoorkonde op, waarin de macht van de koning beperkt werd. Als de koning zich niet aan de oorkonde hield, kreeg de raad het recht om hem op te dragen zijn beleid te veranderen. In de hertogdommen Sleeswijk en Holstein moest Christiaan het bestuur delen met zijn ambitieuze oom Frederik.
Al voordat hij koning was geworden onderhield Christiaan II een relatie met Dyveke Sigbritsdochter, de dochter van een Amsterdamse koopman. Christiaan deed geen moeite om de relatie te verbergen en nam zijn maîtresse en haar moeder mee naar Denemarken toen hij koning werd. Dyvekes moeder, Sigbrit, zou Christiaans belangrijkste adviseur worden tijdens zijn koningschap. In 1515 trad Christiaan in het huwelijk met Isabella van Habsburg, een kleindochter van keizer Maximiliaan I. Maximiliaan beloofde een bruidsschat te betalen van 250.000 goudgulden. Christiaan gaf echter zijn relatie met Dyveke niet op, waardoor de Deens-Habsburgse relatie bekoelde. Op hun beurt betaalden de Habsburgers nooit de volledige bruidsschat.
De eerste jaren van zijn regering werkte Christiaan goed samen met de Rijksraad. Toen Dyveke in 1517 stierf veranderde dit echter. Volgens haar moeder was ze vergiftigd en de koning hield een hoge edelman, Torben Oxe, verantwoordelijk voor haar dood. Christiaan II liet Oxe ter dood veroordelen door een jury van boeren in plaats van hem te laten berechten door een raad van edelen. Hiermee kwam het tot een breuk tussen Christiaan en de hoge adel en werd de koning steeds afhankelijker van Moeder Sigbrit.

### Christiaan in Zweden

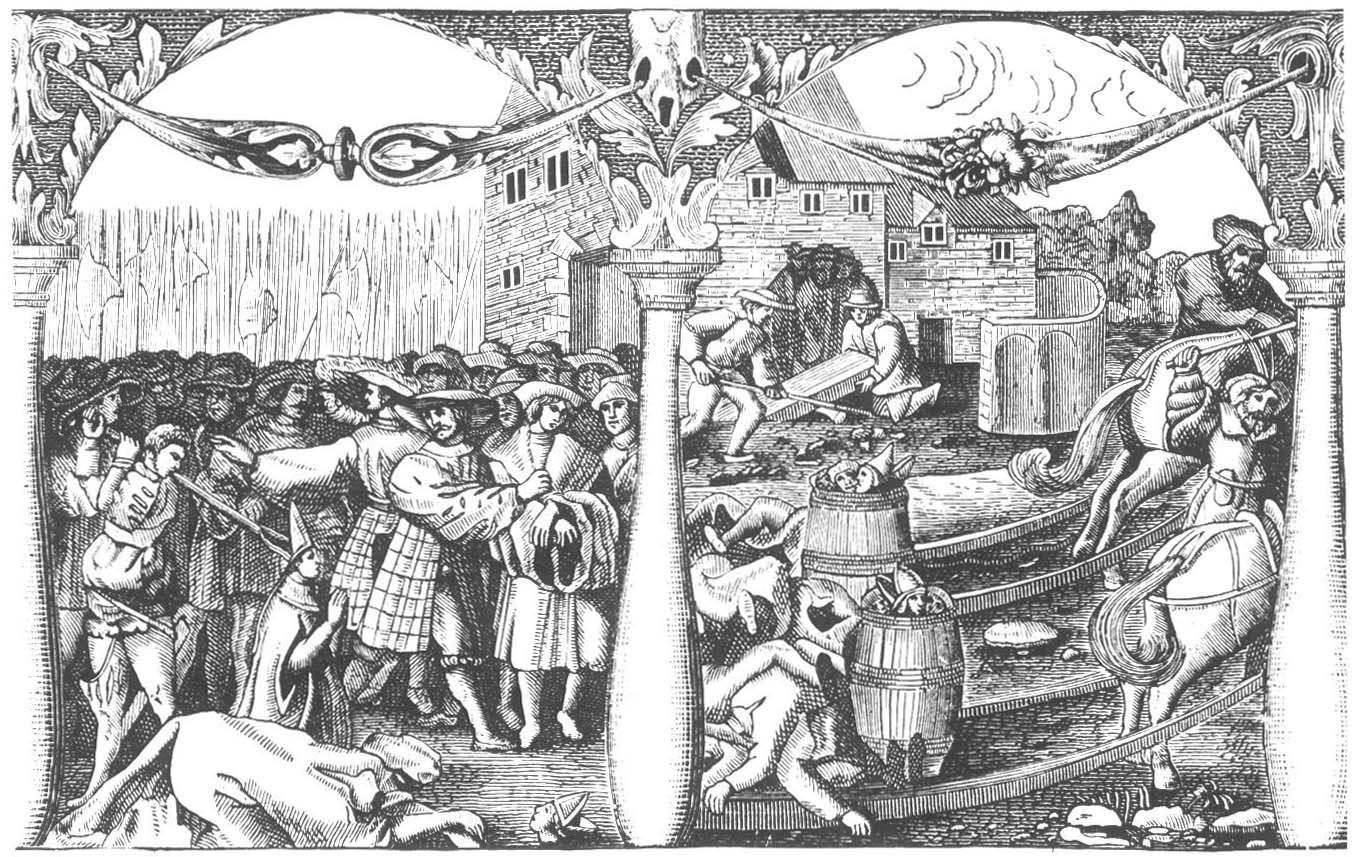
Het Bloedbad van Stockholm in 1520. Kopergravure uit 1676 naar voorbeeld van een houtsnede uit 1524.

In Zweden probeerde Christiaan II gebruik te maken van een machtsstrijd tussen de tegenstanders van de Deense invloed en de pro-Deense aartsbisschop van Uppsala. Twee expedities naar Stockholm in 1517 en 1518 mislukten en drukten zwaar op de Deense financiën. Christiaan besloot daarom om de Sont af te sluiten en beslag te leggen op alle Nederlandse schepen in Denemarken om zo de Habsburgers, de heersers over de Nederlanden, te dwingen om zijn bruidsschat te betalen. Uiteindelijk betaalden de Hollandse handelssteden zelf een deel van de bruidsschat. Christiaan gebruikte het geld om een veldtocht naar Zweden voor te bereiden.
Het huurlingenleger van Christiaan versloeg in januari 1520 het Zweedse boerenleger en in september gaf Stockholm zich na een beleg over. Christiaan was zelf aanwezig bij de overwinning en in november werd hij tot koning van Zweden gekroond. Kort na zijn kroning liet Christiaan II de leiders van de opstand bijeenkomen en beschuldigde hij hen van ketterij. 82 edelen werden diezelfde dag nog geëxecuteerd. Door dit Bloedbad van Stockholm werd Christiaan overal bekend als een compromisloze tiran. Onder leiding van Gustaaf Wasa brak meteen een nieuwe opstand uit om Zweden van de Denen te bevrijden.

### Christiaans hervormingen
Ook in Denemarken was Christiaan door het bloedblad zeer impopulair geworden. Daarbij hield hij zich niet meer aan zijn kroningsoorkonde en benoemde eigenhandig burgers op hoge posities, bemoeide zich met de benoeming van bisschoppen en luisterde niet naar de adviezen van de Rijksraad. Moeder Sigbrit en andere buitenlanders kregen steeds meer macht aan het hof, ten koste van de Deense adel. Om geld te krijgen om de nieuwe Zweedse opstand te onderdrukken liet Christiaan opnieuw de Sont sluiten en legde hij beslag op 200 Nederlandse schepen. In 1521 reisde hij naar de Nederlanden om de Habsburgers onder druk te zetten de rest van zijn bruidsschat te betalen. Christiaan bleef een paar maanden in de Nederlanden, maar de Habsburgers weigerden toe te geven aan zijn eisen.
Christiaans mislukte tocht naar de Nederlanden verzwakte zijn positie nog verder. De koning begon meteen na zijn terugkeer al met de invoering van een aantal ambitieuze nieuwe wetten, die het hele sociale systeem in Denemarken zouden hervormen. Zo zou alle handel moeten plaatsvinden in door de koning aangewezen handelssteden. De koning zou als enige toezicht houden over deze steden. Daarnaast kregen de boeren het recht om met hun heer te onderhandelen over hun rechten en werden edelen verboden om hun boeren te mishandelen of, waar dat nog voorkwam, hun boeren te verkopen. Ook de positie van de geestelijkheid werd radicaal hervormd. Geestelijken werd toegestaan om te trouwen, maar mochten geen beroep meer doen op de Paus of een geestelijke rechtbank buiten Denemarken.

### Oorlog met Zweden, Lübeck en Danzig
Onder zware druk van de koning moest de Rijksraad, met tegenzin, de nieuwe wetten accepteren. Tegelijkertijd verspreidde de Zweedse opstand zich steeds verder. Christiaan probeerde Zweden met een handelsembargo onder druk te zetten. Vooral de Hanzesteden werden hierdoor zwaar getroffen en in augustus 1522 verklaarden Lübeck en Danzig de oorlog aan Denemarken. Door de oorlogen werden de belastingen verhoogd en stagneerde de lucratieve haringhandel met de Hanze. Hiermee bereikte de ontevredenheid over de regering van Christiaan II een hoogtepunt.

## De oorlog

### Voorbereidingen
Jutland werd het zwaarst getroffen door de ineenstorting van de handel en de belastingverhogingen. Hier was Christiaan II niet alleen onder de adel en de geestelijkheid, maar ook onder de lagere klassen zeer impopulair geworden. Op 21 december 1522 kwamen raadslieden uit Jutland (vooral noordelijk en westelijk Jutland) bijeen in Viborg. De raadslieden stelden voor om Christiaan II af te zetten en om hem te vervangen door zijn oom, hertog Frederik van Sleeswijk-Holstein. Frederik nam de uitnodiging eind december of begin januari aan en begon met het rekruteren van een huurlingenleger dat hij samenbracht in zijn hoofdstad Gottorp. Op 31 december 1522 bood Lübeck aan om Frederik te steunen. Op 20 januari 1523 verklaarden de Jutlandse edellieden openlijk hun opstand tegen Christiaan. Eind januari begonnen Frederik en de Hanzesteden in Lübeck te onderhandelen over militaire en financiële ondersteuning. Op 5 februari werden ze het eens over een geheim verdrag dat Frederik voor 4 maanden 2000 Duitse landsknechten, 200 paarden en kanonnen met kogels en buskruit verleende. Als Frederik Denemarken veroverde, dan zouden Lübeck en de andere Hanzesteden hun oude handelsprivileges weer terugkrijgen en ook proberen om te helpen de Kalmarunie te herstellen, maar zich daarbij niet tegen hun Zweedse bondgenoten hoeven te keren en er altijd mee mogen handelen.
Ondertussen had Christiaan II een nieuw huurlingenleger gerekruteerd en daarmee Jutland bezet om de groeiende onrust daar in de kiem te smoren. Raadgevers haalden hem over om op 21 januari een vergadering te houden in Aarhus en de klachten van de Jutlanders daar serieus te nemen en af te handelen om een opstand te voorkomen. Het feit dat Christiaan een leger had meegebracht had echter een averechts effect: de angst voor zijn onderdrukkende regime nam toe en steeds meer raadslieden sloten zich (heimelijk dan wel openlijk) aan bij de rebellenbond in Viborg. Begin februari probeerde Christiaan II tevergeefs om te onderhandelen met de rebellen. Toen hij in de nacht van 9 tot 10 februari ontdekte dat zijn oom Frederik in Lübeck had onderhandeld bezig was een leger op te bouwen, besefte hij dat er een oorlog dreigde en dat hij ofwel als eerste moest toeslaan om de groeiende rebellenmacht in Jutland te verwoesten, met het risico dat Frederik hem op zijn beurt dan al snel zou verslaan, ofwel terug te trekken naar Kopenhagen om een groter leger te verzamelen dat op de lange termijn het Hanze-Sleeswijkse verbond zou kunnen afweren. Na meerdere keren zich te bedenken, koos Christiaan uiteindelijk voor de laatste optie en was op 16 februari terug op hoofdeiland Seeland. Ondertussen ontstonden er ook op het eiland Funen rebellengroepen en bouwde Frederik zijn strijdmacht verder uit met soldaten uit Nedersaksen.

### Invasie
Op 8 maart 1523 verklaarde Frederik zijn neef Christiaan II de oorlog. Onder leiding van Johann Rantzau trok Frederiks leger in maart 1523 Denemarken binnen. Behalve van Jutland kreeg Frederik ook steun van de adel op Funen en van de Hanzestad Lübeck.
Twee opstanden tegelijkertijd waren te veel voor Christiaan II. Op 13 april 1523 vertrok de koning samen met Moeder Sigbrit en een handjevol aanhangers per schip uit Kopenhagen. Een deel van de Deense vloot begeleidde Christiaan naar de Nederlanden terwijl de rest vanaf het eiland Gotland in de Oostzee de strijd voortzette. Op 1 mei kwam Christiaan aan in het Zeeuwse Veere, waar hij steun hoopte te vinden bij zijn schoonfamilie. Hoewel het nooit Chistiaans bedoeling was om op te geven, gaf hij zich in feite gewonnen door zijn koninkrijk te verlaten.
Frederiks troepen veroverden gedurende de zomer het hele Deense platteland. Alleen Kopenhagen en Malmö bleven Christiaan trouw. Na een beleg door Frederiks leger en een blokkade door de Lübeckse vloot gaven ook deze steden zich in januari 1524 over. Søren Norby, die met de Deense vloot het eiland Gotland voor Christiaan II bezet hield, gaf zich kort daarna over. In augustus 1524 werd Frederik tot koning van Denemarken gekroond in de Kathedraal van Kopenhagen.

## Gevolgen
De nederlaag van Christiaan II was, behalve voor Frederik I, ook een grote overwinning voor de Deense Rijksraad. Hoewel Frederik zijn verovering van Denemarken grotendeels zelf had bekostigd, was het de opstand van de edelen geweest die Frederiks troonsbestijging legitimiteit gaf. De kroningsoorkonde die Frederik moest tekenen was nog strenger dan die waaraan Christiaan II zich had moeten houden. Lübeck werd voor zijn steun aan Frederik beloond met de bevestiging van al zijn oude privileges.